# Jules Cottenier
Jules Cottenier (10 ottobre 1904 – 29 giugno 1995) è stato un calciatore francese, di ruolo difensore o centrocampista.

## Carriera

### Club
Ha giocato per il Racing Club de Roubaix ed è arrivato in finale nella Coupe de France 1932 e 1933.

### Nazionale
Debutta in Nazionale il 20 marzo 1930 nell'amichevole pareggiata fuori casa per 3-3 contro la Svizzera. L'ultima partita in Nazionale viene giocata il 10 maggio 1934 nella sconfitta fuori casa contro i Paesi Bassi per 5-4.

## Statistiche

### Cronologia presenze e reti in Nazionale
| Cronologia completa delle presenze e delle reti in nazionale ― Francia | Cronologia completa delle presenze e delle reti in nazionale ― Francia | Cronologia completa delle presenze e delle reti in nazionale ― Francia | Cronologia completa delle presenze e delle reti in nazionale ― Francia | Cronologia completa delle presenze e delle reti in nazionale ― Francia | Cronologia completa delle presenze e delle reti in nazionale ― Francia | Cronologia completa delle presenze e delle reti in nazionale ― Francia | Cronologia completa delle presenze e delle reti in nazionale ― Francia |
| Data                                                                   | Città                                                                  | In casa                                                                | Risultato                                                              | Ospiti                                                                 | Competizione                                                           | Reti                                                                   | Note                                                                   |
| ---------------------------------------------------------------------- | ---------------------------------------------------------------------- | ---------------------------------------------------------------------- | ---------------------------------------------------------------------- | ---------------------------------------------------------------------- | ---------------------------------------------------------------------- | ---------------------------------------------------------------------- | ---------------------------------------------------------------------- |
| 20-3-1932                                                              | Berna                                                                  | Svizzera                                                               | 3 – 3                                                                  | Francia                                                                | Amichevole                                                             | -                                                                      |                                                                        |
| 26-3-1933                                                              | Colombes                                                               | Francia                                                                | 3 – 0                                                                  | Belgio                                                                 | Amichevole                                                             | -                                                                      |                                                                        |
| 23-4-1933                                                              | Colombes                                                               | Francia                                                                | 1 – 0                                                                  | Spagna                                                                 | Amichevole                                                             | -                                                                      |                                                                        |
| 10-5-1934                                                              | Amsterdam                                                              | Paesi Bassi                                                            | 5 – 4                                                                  | Francia                                                                | Amichevole                                                             | -                                                                      |                                                                        |
| Totale                                                                 |                                                                        | Presenze                                                               | 4                                                                      |                                                                        | Reti                                                                   | 0                                                                      |                                                                        |